# Bolitaena
Bolitaena Steenstrup, 1859 è un genere di molluschi cefalopodi appartenente alla famiglia Amphitretidae.

## Descrizione
Il genere comprende ottopodi di piccole dimensioni e di consistenza gelatinosa, semitrasparenti; il mantello ha una lunghezza maggiore delle braccia. Gli occhi sono relativamente piccoli. Nei maschi adulti il terzo braccio destro è trasformato in ectocotile mentre il terzo braccio sinistro porta da 1 a 3 ventose ingrandite. La femmina adulta ha organi luminosi attorno alla bocca.

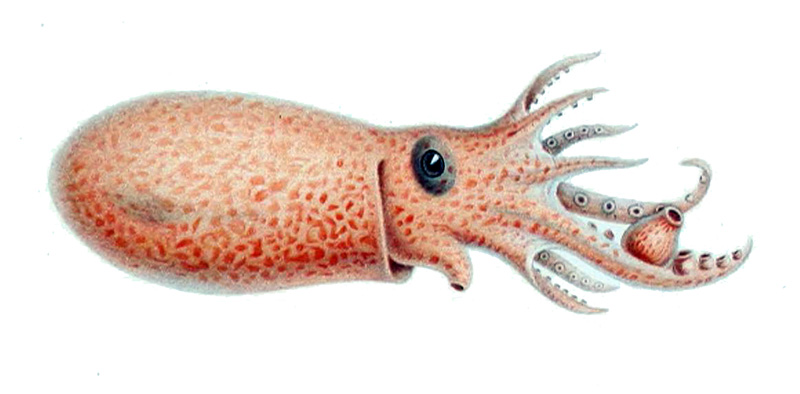
Maschio in cui sono visibili le tipiche ventose ingrossate

Il mantello raggiunge una lunghezza di 6 cm.

## Distribuzione e habitat
Il genere ha una distribuzione cosmopolita nelle fasce tropicali e subtropicali.
Sono ottopodi mesopelagici catturati tra 100 e 1400 metri di profondità, sempre in corrispondenza di acque molto profonde.

## Tassonomia
Il genere comprende due specie:
- Bolitaena massyae Robson, 1924
- Bolitaena pygmaea Verrill, 1884